# Nikolsdorf
Nikolsdorf is een gemeente in de Oostenrijkse deelstaat Tirol, en maakt deel uit van het district Lienz.
Nikolsdorf telt 864 inwoners.